# Черевахівська сільська рада
| Черевахівська сільська рада — орган місцевого самоврядування у Маневицькому районі Волинської області з адміністративним центром у с. Череваха. Історична дата утворення: в 1946 році. Водоймища на території, підпорядкованій даній раді: річка Черевашка. Сільській раді підпорядковані населені пункти: - с. Череваха - с. Софіянівка |

## Склад ради
Рада складається з 16 депутатів та голови.

### Керівний склад ради
| ПІБ                           | Основні відомості                                                    | Дата обрання | Дата звільнення |
| ----------------------------- | -------------------------------------------------------------------- | ------------ | --------------- |
| Чернишена Валентина Іванівна  | Сільський голова, 1970 року народження, освіта, член народної партії | 26.03.2006   | 31.10.2010      |
| Чернишена Валентина Іванінвна | Сільський голова, 1970 року народження, освіта вища, позапартійна    | 31.10.2010   |                 |

Примітка: таблиця складена за даними джерела

## Населення
Згідно з переписом УРСР 1989 року чисельність наявного населення сільської ради становила 828 осіб, з яких 388 чоловіків та 440 жінок.
За переписом населення України 2001 року в сільській раді мешкало 899 осіб.

### Мова
Розподіл населення за рідною мовою за даними перепису 2001 року:
| Мова       | Відсоток |
| ---------- | -------- |
| українська | 99,45 %  |
| російська  | 0,33 %   |
| молдовська | 0,22 %   |